# Киндерхук (Њујорк)
Киндерхук (енгл. Kinderhook) град је у америчкој савезној држави Њујорк.

## Демографија
По попису из 2010. године број становника је 1.211, што је 64 (-5,0%) становника мање него 2000. године.
| Група             | 2000.         | 2010.         |
| Белци             | 1.236 (96,9%) | 1.139 (94,1%) |
| Афроамериканци    | 8 (0,6%)      | 3 (0,2%)      |
| Азијати           | 1 (0,1%)      | 7 (0,6%)      |
| Хиспаноамериканци | 18 (1,4%)     | 46 (3,8%)     |
| Укупно            | 1.275         | 1.211         |